# Bukowno (województwo śląskie)
Bukowno – wieś w Polsce, położona w województwie śląskim, w powiecie częstochowskim, w gminie Olsztyn.
| SIMC    | Nazwa            | Rodzaj    |
| ------- | ---------------- | --------- |
| 0140586 | Bukowno-Okupniki | część wsi |
| 0140592 | Krótka Wieś      | część wsi |
| 1064769 | Nowe Bukowno     | część wsi |
| 0140600 | Warszawka        | część wsi |

W latach 1975–1998 wieś administracyjnie należała do województwa częstochowskiego.
We wsi znajduje się zabytkowy dwór z pocz. XX w.